# Giraldilla 2013
Das internationale Badmintonturnier Giraldilla 2013 fand vom 21. bis zum 24. März 2013 in Havanna statt.

## Sieger und Platzierte
| Disziplin    | Gold                           | Silber                           | Bronze                                             |
| ------------ | ------------------------------ | -------------------------------- | -------------------------------------------------- |
| Herreneinzel | Osleni Guerrero                | Jan Fröhlich                     | William Cabrera                                    |
| Herreneinzel | Osleni Guerrero                | Jan Fröhlich                     | Lino Muñoz                                         |
| Dameneinzel  | Camila García                  | Daniela Macías                   | Dánica Nishimura                                   |
| Dameneinzel  | Camila García                  | Daniela Macías                   | Cynthia González                                   |
| Herrendoppel | Jan Fröhlich Zdeněk Sváta      | Nelson Javier Freddy Lopez       | Leonadys Martínez Ernesto Reyes                    |
| Herrendoppel | Jan Fröhlich Zdeněk Sváta      | Nelson Javier Freddy Lopez       | Luis Camacho Kisbel Matute                         |
| Damendoppel  | Camila García Dánica Nishimura | Daniela Macías Luz María Zornoza | Berónica Vivieca Daigenis Saturria                 |
| Damendoppel  | Camila García Dánica Nishimura | Daniela Macías Luz María Zornoza | Lissety Méndez Garrido Ana Gloria Pérez Echevarría |
| Mixed        | Lino Muñoz Cynthia González    | Nelson Javier Berónica Vivieca   | Sebastián Macías Luz María Zornoza                 |
| Mixed        | Lino Muñoz Cynthia González    | Nelson Javier Berónica Vivieca   | William Cabrera Daigenis Saturria                  |